# Дежан, Морис (министр иностранных дел)
Морис Дежан (фр. Maurice Dejean; 23 сентября 1927, Мобае, регион Бассе-Котто, Убанги-Шари, Французская Экваториальная Африка — 1 января 1966, Банги, Центрально-Африканская Республика) — центральноафриканский государственный деятель, министр иностранных дел Центральноафриканской Республики (1960—1963).

## Биография
Родился в семье губернатора Бассе-Котто корсиканца Фиески Виве и представительницы этнической группы санго Жозефины Ямомбето. Его воспитывал дядя.
Окончил Высшую школу им. Эдуарда Ренара и административный колледж в Браззавиле. В 1944—1946 гг. работал преподавателем в Высшей школе в Либревиле, в 1946—1947 годах проходил стажировку в Высшей административной школе в Браззавиле.
В 1947—1948 гг. — директор школы в Мбаики, затем — офицер общего образования в технической сельскохозяйственной школе в Гримари. В 1948—1950 гг. — директор школы, с 1950 по 1959 гг. — глава управления образованием региона Верхнее Котто.
С 1959 г. после прохождения переподготовки — на дипломатической службе, став первым секретарем в посольстве Франции в Судане.
Являлся членом Африканского демократического объединения (АДО, РДА).
После провозглашения независимости Центральноафриканской Республики с 1960 по 1963 г. первым занимал пост министра иностранных дел. На этом посту участвовал в конференции Антананариву (1961), на которой была создана Организация африканско-мадагаскарского сообщества, который закреплял объединение франкоязычной Черной Африки. В 1961 г. способствовал установлению дипломатических отношений с Советским Союзам, противодействовал признанию Тайваня. Поддерживал движение за независимость в Анголе.
В 1963—1965 гг. — посол в Израиле, в сентябре 1965 г. был назначен послом в Греции и Ливане (по совместительству).
Был убит от ранения случайной пулей во время январского государственного переворота (1966). 